# Lara Komar
Lara Komar (Trieste, 7 ottobre 1980) è un'attrice italiana con cittadinanza slovena.

## Biografia
Lara Komar possiede un diploma da mezzosoprano e una laurea in scienze della comunicazione ottenuta presso l'Università degli Studi di Trieste, ed è bilingue slovena-italiana. Ha una sorella, Elisa.

### Carriera
Nel 2000 partecipa alla finale della 61ª edizione del concorso di bellezza Miss Italia con la fascia nº5, in rappresentanza del Friuli-Venezia Giulia.
Fa regolarmente parte del Teatro Stabile Sloveno, l'unico teatro stabile pubblico italiano di lingua non italiana ed ente culturale di maggior rilievo della minoranza slovena in Italia. Negli anni compare inoltre in vari spettacoli cinematografici e televisivi, sia sloveni che italiani.
Nel 2016 è la presentatrice del programma per bambini Radovedna Tina.
Dal 2017 al 2019, per quattro stagioni, appare come protagonista della soap opera Reka ljubezni nel ruolo della fotografa Irena Rot.
Nel 2018 interpreta un'insegnante di ginnastica nel film di Gabriele Salvatores Il ragazzo invisibile - Seconda generazione, recita nei panni di un'infermiera nel cortometraggio 2 pennellate diretto da Diego Cenetiempo e distribuito in occasione della giornata internazionale dell'infermiere, e partecipa come guest star durante la nona puntata della seconda edizione del talent show di danza Zvezde plešejo — tratto dal format britannico Strictly Come Dancing — con un'esibizione ispirata alla Carmen di Georges Bizet.
Nel 2019 è tra i giurati della quinta edizione del talent show canoro Znan obraz ima svoj glas, tratto dal format spagnolo Tu cara me suena.
Dal 2021 recita nella soap opera di Rai 1 Il paradiso delle signore, ambientata nella Milano degli anni '60, nei panni di Gloria Moreau.
Nell'agosto 2021 viene scelta come madrina per la manifestazione del Friuli-Venezia Giulia Pride.

### Vita privata
Lara Komar è sposata con l'architetto Davide Podpis col quale ha due figli, Artur e Joakim.

## Teatro
- Trieste, una città in guerra, testi di Eva Kraševec, regia di Igor Pison – Teatro Stabile Sloveno e Il Rossetti (2014)
Tratto dai testi di Marko Sosič Come nel sonno (Kakor v snu) e Il pane dell'attesa di Carlo Tolazzi.
- Cinque nō moderni, testi di Marija Javoršek, regia di Mateja Koležnik – Teatro Stabile Sloveno (2014)
Tratto dai testi di Yukio Mishima Kindai nōgaku shū, tradotti dalla versione francese di Marguerite Yourcenar.
- Paurosa Bellezza / Grozljiva Lepota, testi di Marko Sosič, regia di Matjaž Farič – Teatro Stabile Sloveno e Il Rossetti (2017)
- Un secolo di musical, testi di Mirko Vuksanović, regia di Stanislav Moša – Teatro Stabile Sloveno, Teatro Capodistria e Teatro nazionale di Nova Gorica (2020)

## Filmografia

### Cinema
- Prehod, regia di Boris Palčič (2008)
- Sanghaj, regia di Marko Naberšnik (2012)
- Stiri stvari, ki sem jih hotel poceti s tabo, regia di Miha Knific (2015)
- Il ragazzo invisibile - Seconda generazione, regia di Gabriele Salvatores (2018)
- Sanremo, regia di Miroslav Mandić (2020)

### Televisione
- Črni bratje, regia di Tugo Štiglic – film TV (TV SLO 1, 2010)
- Mai per amore – miniserie TV, episodio Ragazze in Web (Rai 1, 2012)
- Reka ljubezni – soap opera (POP TV, 2017-2019)
- Il paradiso delle signore – soap opera (Rai 1, 2021-2023)

### Cortometraggi
- Il principe, regia di Davide Salucci (2015)
- 2 pennellate, regia di Diego Cenetiempo (2018)

## Programmi TV
- Miss Italia – concorso di bellezza (Rai 1, 2000) – Concorrente
- Radovedna Tina – show per bambini (TV Koper-Capodistria, 2016) – Presentatrice
- Zvezde plešejo – talent show (POP TV, 2018) – Guest star
- Znan obraz ima svoj glas – talent show (POP TV, 2019) – Giurata

## Riconoscimenti
- Primorski dnevnik
  - 2017 – Premio al cast per lo spettacolo teatrale Paurosa Bellezza[12]